# Tiphotrephes
Tiphotrephes is een geslacht van wantsen uit de familie van de Helotrephidae. Het geslacht werd voor het eerst wetenschappelijk beschreven door Esaki & China in 1928.

## Soorten
Het genus bevat de volgende soorten:

- Tiphotrephes immaculatus Papácek & Zettel, 2005
- Tiphotrephes indicus (Distant, 1910)